# ドッサ・モマド・オマル・ハッサモ・ジュニオール
ドッサ・ジュニオール（ポルトガル語: Dossa Junior、ギリシア語: Ντόσσα Τζούνιορ）ことドッサ・モマド・オマル・ハッサモ・ジュニオール（ポルトガル語: Dossa Momad Omar Hassamo Júnior、1986年7月28日 - ）は、ポルトガル出身の元サッカー選手。元キプロス代表。現役時代のポジションはDF。

## クラブ歴
ポルトガルの首都、リスボンで生まれた。ポルトガルではイモルタルDC、ロウレターノDCの下部組織に在籍し、2005-06シーズンに当時の3部、セグンダ・ディビソン・ポルトゥゲーザに所属し下部組織時代にも在籍したイモルタルで選手となった。
その翌年、20歳にしてキプロスに渡り、キプロス・ファーストディビジョンに所属するディゲニス・アクリタス・モルフォウFCに加入。しかしチームは2006-07シーズン、降格が決まった。降格と同時にAEパフォスに移籍。2009年にはAELリマソールに移籍し、2011-12シーズンにはセンターバックながら28試合で3得点、チームの44年ぶりのリーグ制覇に貢献した。
2013年にはポーランド1部、エクストラクラサのレギア・ワルシャワに移籍。2015年にはトルコ1部、スュペル・リグのコンヤスポルに移籍した。その後、エスキシェヒルスポルへのレンタル移籍を経て、2016年にAELリマソールに復帰した。

## 代表歴
2012年にキプロス国籍を取得した事から、キプロス代表に選ばれるようになった。代表初出場は同年8月15日のブルガリア代表との親善試合であったが、彼はこの試合でイエローカードを提示され、試合も1-0で敗北した。代表初得点は2015年10月10日に行われたUEFA EURO 2016予選・グループBのイスラエル代表戦で2-1の勝利となった。

## 個人成績

### クラブ
2017年2月12日現在
| 2005-06    | イモルタル             |            | セグンダ   | 15       | 0                  | 1          | 0          | 16       | 0        |
| キプロス   | キプロス               | キプロス   | キプロス   | リーグ戦 | リーグ戦           | オープン杯 | オープン杯 | 期間通算 | 期間通算 |
| 2006-07    | ディゲニス・モルフォウ | 25         | ファースト | 11       | 0                  |            |            |          |          |
| 2007-08    | AEP                    | 8          | セカンド   | 23       | 2                  |            |            |          |          |
| 2008-09    | AEP                    | 8          | ファースト | 31       | 1                  |            |            |          |          |
| 2009-10    | AELリマソール          | 2          | ファースト | 26       | 1                  |            |            |          |          |
| 2010-11    | AELリマソール          | 2          | ファースト | 23       | 1                  |            |            |          |          |
| 2011-12    | AELリマソール          | 2          | ファースト | 28       | 3                  | 7          | 0          | 35       | 3        |
| 2012-13    | AELリマソール          | 2          | ファースト | 27       | 5                  | 7          | 1          | 34       | 6        |
| ポーランド | ポーランド             | ポーランド | ポーランド | リーグ戦 | リーグ戦           | オープン杯 | オープン杯 | 期間通算 | 期間通算 |
| 2013-14    | レギア・ワルシャワ     | 2          | エクストラ | 26       | 1                  | 0          | 0          | 26       | 1        |
| 2014-15    | レギア・ワルシャワ     | 2          | エクストラ | 9        | 3                  | 1          | 0          | 10       | 3        |
| トルコ     | トルコ                 | トルコ     | トルコ     | リーグ戦 | リーグ戦           | オープン杯 | オープン杯 | 期間通算 | 期間通算 |
| 2015-16    | コンヤスポル           | 3          | スュペル   | 4        | 0                  | 0          | 0          | 4        | 0        |
| 2015-16    | エスキシェヒルスポル   | 22         | スュペル   | 5        | 0                  | 0          | 0          | 5        | 0        |
| キプロス   | キプロス               | キプロス   | キプロス   | リーグ戦 | リーグ戦           | オープン杯 | オープン杯 | 期間通算 | 期間通算 |
| 2016-17    | AELリマソール          | 2          | ファースト | 19       | 3                  | 2          | 0          | 21       | 3        |
| 通算       | ポルトガル             | ポルトガル | セグンダ   | 15       | 0                  | 1          | 0          | 16       | 0        |
| 通算       | キプロス               | キプロス   | ファースト | 166      | 14\|\|\|\|\|\|\|\| |            |            |          |          |
| 通算       | キプロス               | キプロス   | セカンド   | 23       | 2\|\|\|\|\|\|\|\|  |            |            |          |          |
| 通算       | ポーランド             | ポーランド | エクストラ | 35       | 4                  | 1          | 0          | 36       | 4        |
| 通算       | トルコ                 | トルコ     | スュペル   | 9        | 0                  | 0          | 0          | 9        | 0        |
| 総通算     | 総通算                 | 総通算     | 総通算     | 248      | 20\|\|\|\|\|\|\|\| |            |            |          |          |

### 代表
2016年10月10日現在
代表での得点一覧
| No | 日附           | 場所                           | 対戦相手   | 得点 | 結果 | 大会                          |
| -- | -------------- | ------------------------------ | ---------- | ---- | ---- | ----------------------------- |
| 1. | 2015年10月10日 | エルサレム・テディ・スタジアム | イスラエル | 0-1  | 1-2  | UEFA EURO 2016予選・グループB |